# Гаврилов, Александр Ипполитович
Александр Ипполитович Гаврилов (1856—10 мая 1888) — собиратель народных песен, земский врач Константиноградского уезда Полтавской губернии, составил богатейшее, весьма замечательное рукописное собрание народных песен, главным образом Харьковской, Екатеринославской и Киевской губерний. После него осталось большое рукописное собрание: 57 тетрадей песен и много записей на отдельных листах. Большая часть песен — бытовые. Второе место по количеству занимают обрядные, третье — исторические.
В обрядных песнях выделяется отдел колядок, большей частью древних (более ста).
Готовя эти сборники к печати, А. И. Гаврилов сравнивал их с печатными собраниями и обнаружил у себя такие песни, которые еще никогда не были записаны. Сознавая тесную связь текста народной песни с музыкой, он запоминал большей частью и мотивы записанных песен, но не успел положить их на ноты.
Александр Ипполитович Гаврилов умер 10 мая 1888 года в селе Ганебном Константиноградского уезда, заразившись тифом, когда помогал больным крестьянам.